# Anwar al-Sadat (Schiff)
Die Anwar al-Sadat ist ein amphibisches Angriffsschiff und Hubschrauberträger der französischen Mistral-Klasse. Er steht heute im Dienst der ägyptischen Marine. Das Schiff wurde am 17. Juni 2011 von Russland in Frankreich gemeinsam mit seinem Schwesterschiff Gamal Abdel Nasser als Sewastopol bestellt. 2015 wurde der Vertrag vor dem Hintergrund der Russischen Annexion der Krim jedoch einvernehmlich aufgelöst und das Schiff zusammen mit dem Schwesterschiff Gamal Abdel Nasser, ursprünglich Wladiwostok, an Ägypten verkauft.

## Geschichte
Das Schiff wurde am 17. Juni 2011 von Russland gemeinsam mit seinem Schwesterschiff Wladiwostok als Sewastopol bestellt, nachdem bereits am 8. Februar 2010 ein Vorvertrag geschlossen worden war. Das Schiff wurde 2012 bei STX France in Saint-Nazaire auf Kiel gelegt. Der Stapellauf fand am 15. Oktober 2013 statt. Im August 2015 wurde der Vertrag mit Russland vor dem Hintergrund der Russischen Annexion der Krim einvernehmlich aufgelöst und ein neuer Käufer gesucht. Im September 2015 wurde das Schiff zusammen mit dem Schwesterschiff Gamal Abdel Nasser, ursprünglich Sewastopol, an Ägypten verkauft. und am 2. Juni 2016 ausgeliefert.
International bekannt wurde dieses Schiff unter anderem durch etliche Medienberichte zur Beschaffung des Schiffes und dessen Ausstattung.

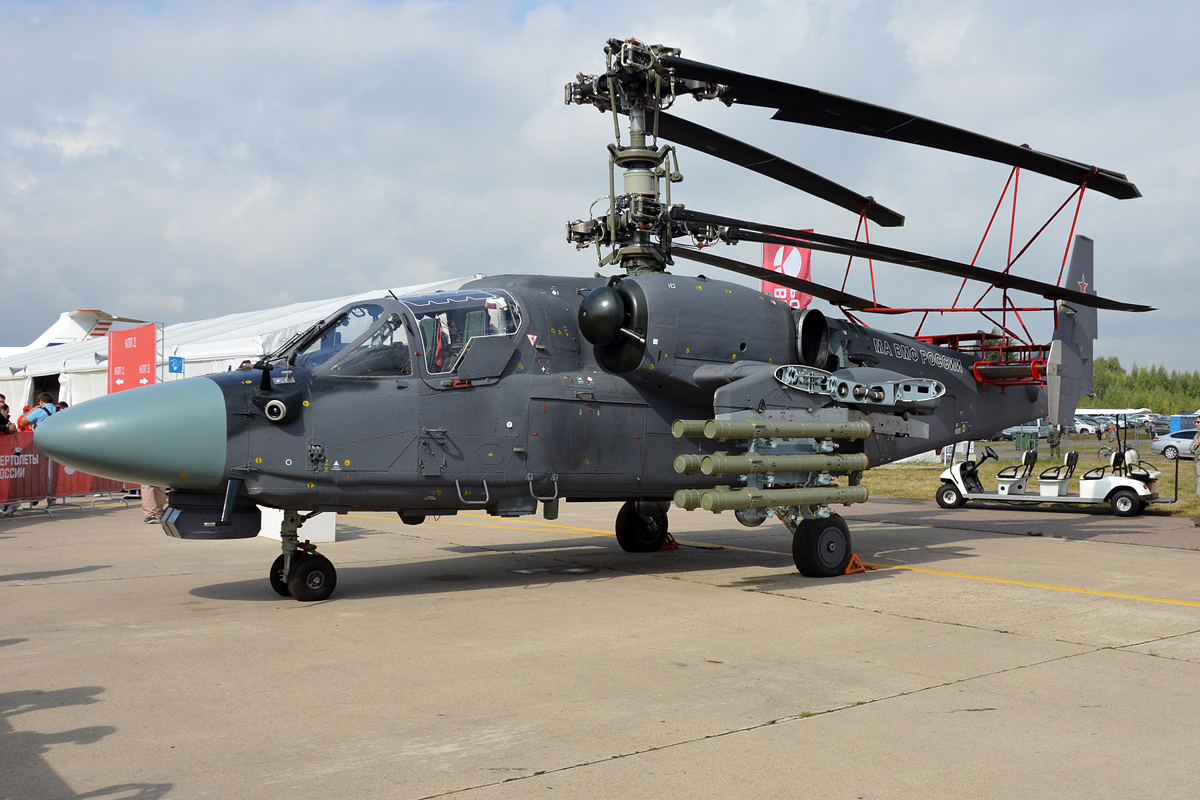
Kampfhubschrauber des Typs Ka-52K „Katran“

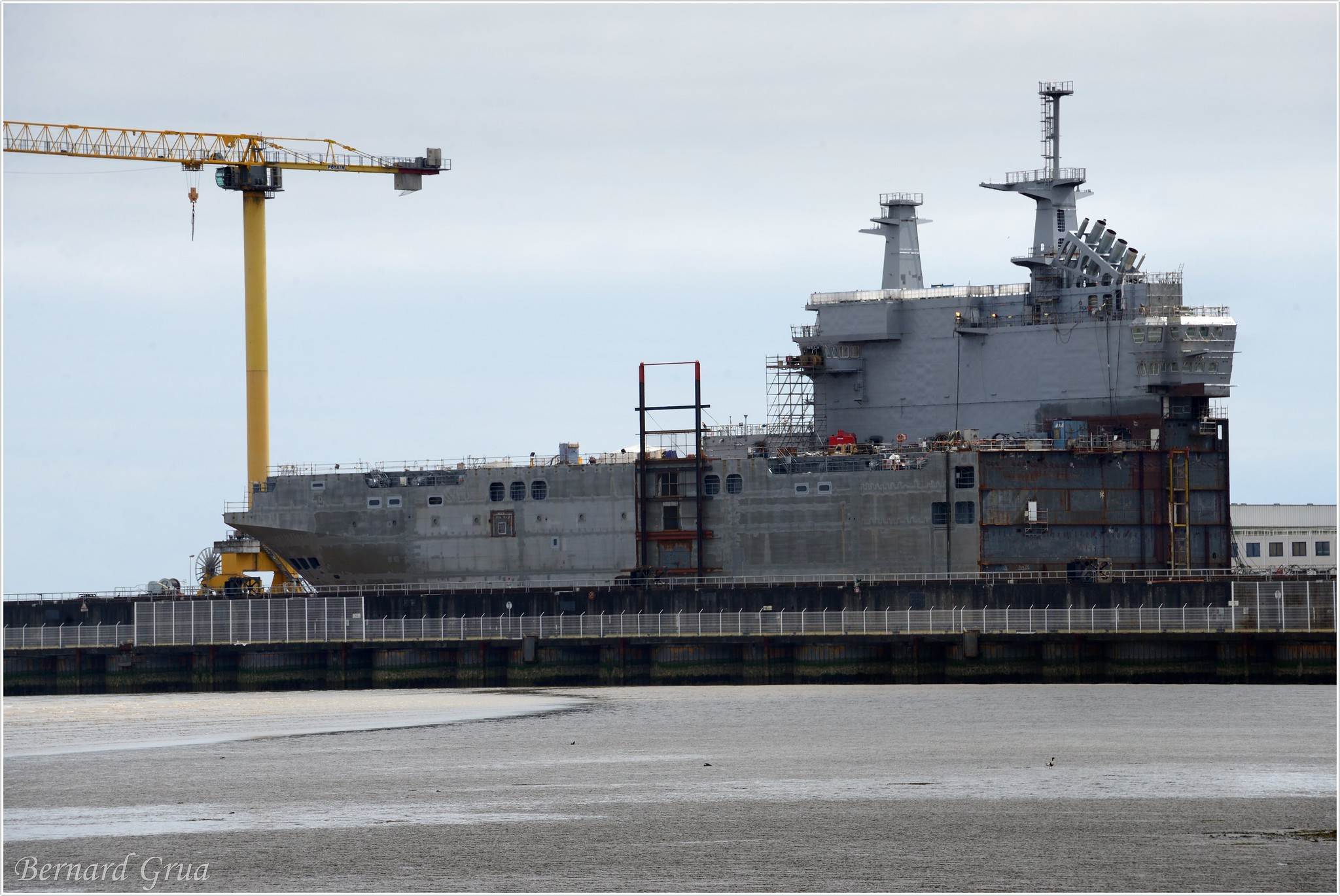
Die Sewastopol im Bau, Mai 2014

Ägypten erwarb in der Folge russische Kampfhubschrauber des Typs Ka-52K „Katran“ für die beiden Trägerschiffe.

## Das Schiff
In einigen Presseberichten über die ursprünglich für Russland bestimmten Hubschrauberträger unterscheiden sich die Leistungsmerkmale des Projektes zuweilen geringfügig von der französischen Version. Zum Beispiel wird die Gesamtlänge des Schiffsrumpfs der Mistral-Klasse mit 199 Meter angegeben und die Breite 32 mit Meter. Die Seitenhöhe zum Flugdeckhöhe beträgt 27 Meter. Der Tiefgang bei einer Verdrängung von 22 600 wird mit 6,42 Meter angenommen. Die Höchstgeschwindigkeit bei einem Tiefgang von 6,42 Meter beträgt 18,5 Knoten bei 100 Prozent Azipodleistung. Die seemännische Besatzung besteht aus 177 Personen. Die Anzahl des zusätzlichen technischen Personals für den Flugbetrieb beträgt 481 Personen.